# Жълти жилетки
Движението на жълтите жилетки е протестно движение, неструктурирано, което се появява във Франция през октомври 2018 г. Наименованието идва от жълтите жилетки с висока видимост, носени от протестиращите.

## Предистория
В началото на 2018 г. след въведеното ограничение на скоростта до 80 km/h за голям дял от пътната мрежа във Франция, отделни протести се организират спонтанно, като понякога участниците в тях носят „жълти жилетки“. През октомври 2018 двама шофьори на камион предлагат във Фейсбук блокирането на пътищата, като протест срещу повишаването на цената на горивата.
Така наречената „екотакса“ върху горивата, планирана за началото на 2019 г., става пряката причина за провеждането на протестите, но анализтори сочат като основна причина за недовоството данъчната политика, водена от правителството: правят се данъчни облекчения за бизнеса, като в същото време расте тежестта върху потребителите и работещите. За множество протестиращи въвеждането на още такси контрастира с освобождаването от данък на значимото богатство (ISF), което Еманюел Макрон е извършил. Неговото връщане става ключово искане в протестите на „жълтите жилетки“
Заедно с икономическите искания протестиращите настояват и за опростяване на процедурата при инициирани от гражданите референдуми (RIC), което през лятото президентското мнозинство е отхвърлило. Още тогава социологическите агенции отчитат, че общественото мнени се консолидира около твърдението, че Макрон е „президент на богатите“, а в края на годината то се споделя от около 75 %.
Оставка на президента продължава да е често повтаряно искане и след неговите интервенции през декември и януари.

## Протичане
Първата и най-мащабна проява на движението е на 17 ноември 2018 г., след което протестите се повтарят всеки следващ уикенд.
| Седмица:   | 1       | 2       | 3       | 4       | 5      | 6      | 7      | 8      | 9      |  |
| Участници: | 288 000 | 166 000 | 136 000 | 126 000 | 66 000 | 39 000 | 35 000 | 50 000 | 84 000 |  |

По данни на Вътрешното министерство в първия ден на протестите, жълтите жилетки са блокирали над 2000 кръстовиша и пътни артерии в цяла Франция. През следващите няколко дни броят на проявите осезаемо намалява. В Париж на 17 ноември участниците в протеста преминават по Шанз-Елизе преди да бъдат разпръснати. При следващите прояви силите на реда се стараят да не допускат преминаването им оттам, което става повод за сблъсъци и шети. Инциденти при блокирането на пътищата довеждат до смъртта на няколко души. Към 15 декември 2018 броят им е 8., a при прояви на насилие и сблъсъци с полицията има стотици ранени.
Протестиращите са подкрепени от общественото мнение и няколко лидери на опозиционните политически партии. Първоначално враждебно на всяко искане на движението, изпълнителният орган обявява в началото на декември 2018 г. мораториум върху увеличаването на данъците върху горивата, а след това и оттеглянето му от проектозакона за бюджета.

## Отзвук
Движението се разпространява в по-малка степен в Белгия и други европейски страни.